# 基洛沃格勒州州长
基洛沃格勒州州长（烏克蘭語：Кіровоградська обласна державна адміністрація）是基洛沃格勒州行政部门的负责人。该职位由乌克兰总统任命。现任州长为安德里·赖科维奇。